# August Gremli
August Gremli (Kreuzlingen, 15 marzo 1833 – Kreuzlingen, 30 marzo 1899) è stato un botanico svizzero.

## Biografia
Studiò medicina a Berlino e Monaco, e poi studiò per diventare farmacista a Karlsruhe. Dal 1876 lavorò come curatore dell'erbario del botanico Émile Burnat (1828-1920) a Nant, situato vicino alla città di Vevey.
Gremli pubblicò numerose opere sulla flora svizzera, tra cui Excursionsflora für die Schweiz (1867), un libro che è stato successivamente tradotto in inglese. Inoltre, collaborò con Burnat in vari saggi che coinvolgono la flora dalle Alpi Marittime e Liguri.

## Opere principali
- Excursionsflora für die Schweiz, 1867
- Beiträge zur Flora der Schweiz, 1870
- Neue Beiträge zur Flora der Schweiz , 1880-1890